# Norwegian International 1984
Die Norwegian International 1984 im Badminton fanden am 10. und 11. November 1984 statt.

## Finalergebnisse
| Disziplin    | Sieger                                | Finalist                              | Ergebnis           |
| ------------ | ------------------------------------- | ------------------------------------- | ------------------ |
| Herreneinzel | Ulf Persson                           | Kim Brodersen                         | 6:15, 15:7, 18:17  |
| Dameneinzel  | Marian Christiansen                   | Lena Staxler                          | 12:11, 7:11, 11:6  |
| Herrendoppel | Manfred Mellqvist Bengt Mellqvist     | Michael Kjeldsen Mark Christiansen    | 11:15, 15:2, 15:7  |
| Damendoppel  | Lotte Olsen Marian Christiansen       | Lillian Johansson Catharina Andersson | 15:13, 7:15, 18:16 |
| Mixed        | Stellan Österberg Catharina Andersson | Kim Brodersen Marian Christiansen     | 18:17, 6:15, 15:11 |